# 알레시아 전투
알레시아 공방전(기원전 52년 9월)은 율리우스 카이사르가 이끄는 로마 공화정의 군대와 베르킨게토릭스를 중심으로 하는 갈리아 부족연합군 사이에 벌어진 전투로 7년여에 걸친 카이사르의 갈리아 원정의 대단원을 장식하는 전투이다. 이 전투에서 승리한 카이사르는 갈리아 전체를 로마에 복속시키는 데 성공했다.
알레시아 공방전은 카이사르의 로마군이 약 5만명의 병력으로 요새 안의 8만명의 농성군과 26만명의 포위군을 상대로 승리한 전투로 카이사르의 천재적인 군사적 능력이 발휘된 전투이자 전사(戰史)상 전대미문의 포위망 구축 사례로 자주 거론된다.
알레시아는 현재의 프랑스 중부 디종과 오를레앙을 잇는 선상에서 디종에 좀 더 가까운 곳에 위치한 구릉지대이다. 19세기 프랑스 제국의 황제 나폴레옹 3세의 고고학적 발굴로 그 위치가 확인되었고 카이사르의 《갈리아 전쟁기》제7권에서 묘사된 기술의 정확성이 입증되었다.

## 전투 전의 상황
기원전 58년 이래 카이사르는 수많은 갈리아부족과의 전투와 두 번에 걸친 브리타니아 원정, 라인강 도하를 치르면서 갈리아의 여러 부족을 로마의 패권 아래 두는 데 성공했다. 기원전 53년과 기원전 52년의 겨울 동안 카이사르는 이탈리아 북부에 머물면서 속주의 통치업무를 하고 있었는데 카르누테스족이 카이사르의 부재를 틈타 오를레앙의 로마 민간인을 학살하는 사건이 터졌다.

### 갈리아의 총궐기
또한 아르베니족의 새로운 족장이 된 젊은 베르킨게토릭스는 로마에 맞서 갈리아 부족 전체가 총궐기하여 자유를 되찾아야 한다고 호소하며 갈리아 부족의 연합과 총궐기를 부르짖었다. 베르킨게토릭스의 호소는 바로 들불처럼 갈리아의 여러 부족에 퍼졌고 갈리아의 많은 부족들이 사상 처음으로 단결하여 로마에 반기를 들었다.
카이사르는 즉각 알프스를 넘어 갈리아로 들어가 모든 군단을 집결토록 한 다음 베르킨게토릭스에 맞섰고 베르킨게토릭스는 초토화 전략과 농성전을 반복하며 로마군을 괴롭혔다. 보르주에서 로마군은 농성하는 갈리아군을 격파했으나 게르고비아에서는 카이사르가 패하여 군대를 철수할 수밖에 없었다. 이를 기회로 갈리아군은 평원에서 로마군과 전면전을 펼쳤으나 로마군에 패퇴하였고 베르킨게토릭스는 6만명을 이끌고 알레시아 요새로 철수하여 농성전을 준비하는 한편 모든 갈리아 부족에게 연락하여 알레시아로 집결하게 하였다.

## 공방전의 전개

### 농성과 포위망 구축
기원전 52년 여름 알레시아에는 약 8만명의 갈리아 군이 베르킨게토릭스의 지휘 아래 농성하였다. 카이사르는 즉각 알레시아 요새를 둘러싸는 포위망을 구축하는 한편 포위망 바깥쪽으로 공격해올 갈리아 증원군에 대비하여 양쪽으로 포위망 공사를 진행하였다. 약 한달 정도의 공사기간을 통해 카이사르는 전체 전쟁사에서 전대미문의 7개의 다양한 형태의 포위망을 구축하고 적을 압박했다.
알레시아 농성군은 곧 식량이 떨어지자 일반 주민들을 요새 밖으로 내보내고 농성을 계속 했다.

### 갈리아 증원군 도착

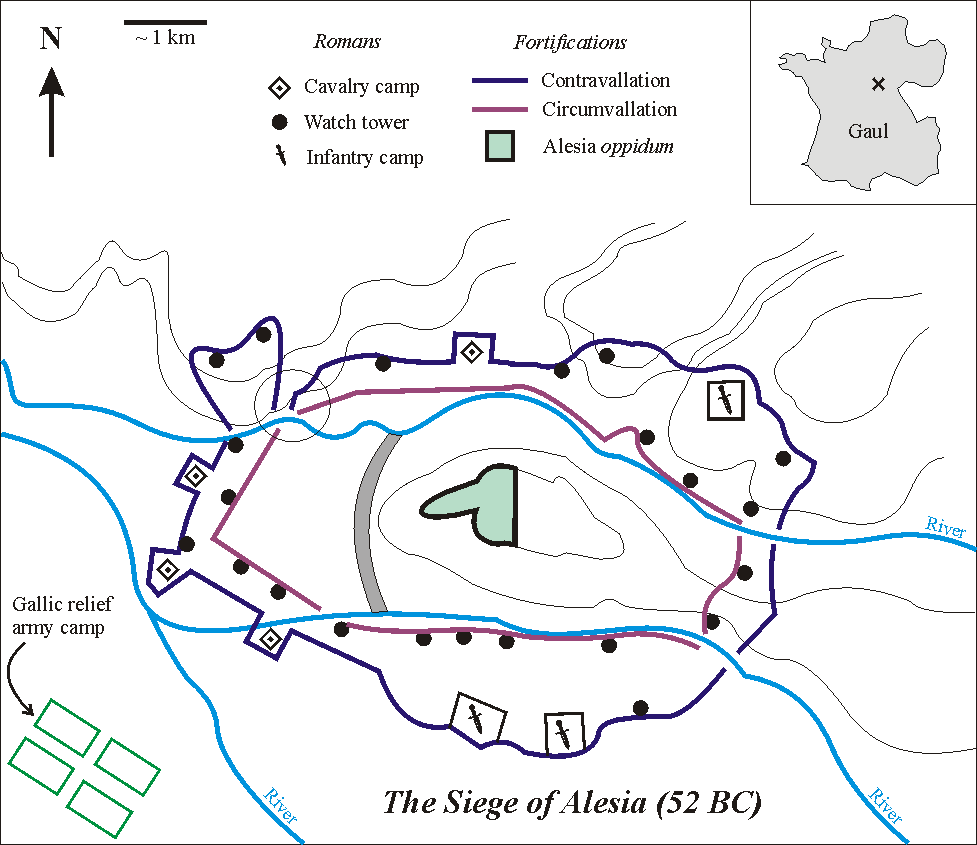
알레시아 전투 상황도

9월 20일 약 26만 명의 갈리아 증원군이 로마군의 포위망 가까이까지 진격해왔다. 처음 전투는 기병전으로 시작되었다. 로마군은 기병의 규모면에서 불리하였으나 용감히 싸워 갈리아 기병을 물리쳤고 외부의 증원군에 호응해 나온 농성군 보병도 카이사르의 포위망을 뚫지 못하고 다시 요새로 물러났다.
다음날 갈리아군은 공성기를 보강해 야음을 틈타 공격해 왔으나 로마군의 포위망을 뚫는 데 실패하고 엄청난 사상자를 내고 물러났다. 이때도 요안에서 농성군이 호응했으나 안팎에 걸친 포위망을 무너뜨리기에는 역부족이었다.

### 갈리아의 총공세
전투사흘째 되는 날 갈리아군은 베르킨게토릭스의 사촌인 베르카시베라우누스에게 6만명을 주어 카이사르 포위망의 가장 약한 곳인 북쪽 진지를 공격하게 했고 정오에 세군데서 동시 다발적인 파상적인 총공격을 감행했다. 카이사르는 높은 망루에 올라 전투 상황을 한눈에 보면서 지휘했고 부장 라비에누스를 북쪽의 약한 방벽으로 보내 공격을 막게 했다. 안팎의 갈리아군의 총공세에 포위망 몇 군데는 뚫렸지만 적재적소에 카이사르가 그때그때 지원군을 보내어 막을 수 있었고 워낙에 포위망이 여러 겹이었기 때문에 버텨냈다.
가장 전투가 치열한 북쪽 전선에서 카이사르는 직접 증원군을 이끌고 전선으로 뛰어들었다. 적은 더욱 완강히 공격해왔지만 배후에서 기습한 로마 기병대에 쫓겨 괴멸했고 베르카시베라우누스는 생포되었다. 요새안에서 공격하던 갈리아군도 몇시간에 걸친 격전과 백병전 끝에 북쪽 전선이 무너지자 다시 요새 안으로 들어가 버리고 포위하던 갈리아 대군도 퇴각하고 말았다.

## 전투의 결과
다음날 적장 베르킨게토릭스는 무기를 버리고 카이사르에 투항했다. 카이사르의 《갈리아 전쟁기》에 따르면 베르킨게토릭스는 다음과 같이 말하면서 투항했다고 한다.
| “ | ... 이 전쟁은 나의 필요에서가 아니라 모두의 자유를 위해 행했다. 운명은 양보하지 않으면 안되므로 내가 죽어 로마군에 보상하든지, 산 채로 로마군에 인도되든지 어찌 되었든 이 한 몸을 모두에게 바치겠다.... | ” |
|   | — 베르킨게토릭스 |   |

카이사르에게 투항하는 베르킨게토릭스, Lionel-Noël Royer. 1899년작.

갈리아는 이제 모든 부족이 로마의 패권 아래에 복속했고 그로부터 약 400년 이후인 3세기의 위기때 갈리아 제국이 세워질때까지 단 한번도 로마에 반기를 들지 않았다. 갈리아는 로마의 충실한 속주로 계속 남아있었다.
한편 카이사르는 갈리아를 정복한 영웅으로 로마 민중의 우상으로 떠올랐고, 로마에서의 정치적 입지를 강화하였다. 그 이후 결국 원로원파와 대립하여 내전에 돌입하게 된다.